# Йокогама Ф. Марінос
Йокогама Ф. Марінос (яп. 横浜F・マリノス, Йокогама Ф. Марінос) — японський футбольний клуб з міста Йокогама, який виступає в Джей-лізі.

## Досягнення
- Японська футбольна ліга
  -  Чемпіон (2): 1988-89, 1989-90
  -  Віце-чемпіон (4): 1983, 1984, 1990-91, 1991-92

- Джей-ліга
  -  Чемпіон (5): 1995, 2003, 2004, 2019, 2022
  -  Віце-чемпіон (3): 2000, 2002, 2013

- Кубок Імператора
  -  Володар (7): 1983, 1985, 1988, 1989, 1991, 1992, 2013

- Кубок Японської футбольної ліги
  -  Володар (3): 1988, 1989, 1990

- Кубок Джей-ліги
  -  Володар (1): 2001

- Суперкубок Японії
  -  Володар (1): 2023

- Кубок володарів кубків Азії
  -  Володар (2): 1991-92, 1992-93

- Азійський кубок чемпіонів:
  -  Срібний призер (1): 2024